# نيلسون بريتو
نيلسون بريتو هو مدرب كرة قدم ولاعب كرة قدم إكوادوري، ولد في 1960 في الإكوادور.